# ZEN 49
ZEN 49 war eine Gruppe von sieben deutschen Künstlern, die sich 1949 in München zusammenschloss.
Im Juli 1949 gründeten auf Initiative des Kunstkritikers John Anthony Thwaites und des Malers Rupprecht Geiger sieben Künstler (Willi Baumeister, Rolf Cavael, Gerhard Fietz, Rupprecht Geiger, Willy Hempel, Brigitte Matschinsky-Denninghoff und Fritz Winter) in der Münchner Modernen Galerie Otto Stangl die Gruppe der Gegenstandslosen, die sich Ende 1949 / Anfang 1950 den Namen ZEN 49 gab. Gerhard Fietz schrieb, der Name ZEN 49  dokumentiere die geistige Gemeinschaft der Teilnehmer im Bemühen um eine neue Kunst im Nachkriegsdeutschland. Es handelte sich aber nicht nur um einen künstlerischen, sondern auch einen moralischen Neuanfang, zu dem sich die Mitglieder der Gruppe aufgerufen fühlten.
Angesichts einer teilweise verbittert und polemisch geführten Diskussion in der Bundesrepublik Deutschland um gegenständliche und ungegenständliche Kunst war es das Ziel dieser Künstler, die von ihnen praktizierte abstrakte Malerei einem breiteren Publikum zugänglich und damit verständlicher zu machen. Die Gruppe ZEN 49 sowie einige Kunsthistoriker, Kunstschriftsteller und Verleger in ihrem Umfeld setzten sich für eine breitere Anerkennung moderner künstlerischer Ausdrucksformen ein.
Die Gruppe ZEN 49 repräsentiert einen bedeutenden Abschnitt in der Entwicklung der modernen, abstrakten Kunst in Deutschland und Europa. Ihre erste Ausstellung fand 1950 im Central Collecting Point in München statt. Weitere Ausstellungen bis 1957 folgten. Zu den Veranstaltungen wurden weitere Künstler, dazu Kunsthistoriker, Galeristen und Kritiker aus dem In- und Ausland eingeladen. 1987 und 1999 fanden in Baden-Baden bzw. München aufsehenerregende Retrospektiven der Gruppe statt.

## Ausstellungen
- 1950 Central Art Collecting Point, München
- 1950 Galerie Ruhstrat, Hamburg
- 1951 Galerie des Amerika-Hauses, München
- 1953 Galerie Ophir, München
- 1955 Städtische Galerie, München
- 1957 Wanderausstellung in den USA